# Liste der Leichtathletik-Europarekorde

Logo der EAA

Die Liste der Leichtathletik-Europarekorde führt die Bestleistungen europäischer Athleten in den verschiedenen Disziplinen der Leichtathletik auf. Die Europarekorde werden von der European Athletic Association (EAA) gemäß der Internationalen Wettkampfregeln (IWR) von der World Athletics ratifiziert.
Es gibt Europarekorde für Freiluft- und Hallenveranstaltungen und in den Altersklassen Männer bzw. Frauen, U23 und U20.
Legende
- = Weltrekord
- = U20-Weltrekord
- * = Ausstehende Ratifizierung
- i = In der Halle erzielt
- ! = Referenzleistung (10. Leistung auf der Europäischen Junior-Indoor-Bestleistungsliste von 2012). Jede gleichwertige oder bessere Referenzleistung kann als neuer europäischer Rekord ratifiziert werden, sofern alle Voraussetzungen erfüllt sind.
  - (h) = Handgestoppt

## Freiluft

### Männer
| Disziplin               | Leistung                                                                                  | Sportler                                                                                      | Datum      | Ort           |
| ----------------------- | ----------------------------------------------------------------------------------------- | --------------------------------------------------------------------------------------------- | ---------- | ------------- |
| 100 m                   | 9,80 s (+0,1)                                                                             | Marcell Jacobs                                                                                | 01.08.2021 | Tokio         |
| 200 m                   | 19,72 s (+1,8)                                                                            | Pietro Mennea                                                                                 | 12.09.1979 | Mexiko-Stadt  |
| 400 m                   | 43,74 s                                                                                   | Matthew Hudson-Smith                                                                          | 20.07.2024 | London        |
| 800 m                   | 1:41,11 min                                                                               | Wilson Kipketer                                                                               | 24.08.1997 | Köln          |
| 1000 m                  | 2:12,18 min                                                                               | Sebastian Coe                                                                                 | 11.07.1981 | Oslo          |
| 1500 m                  | 3:26,73 min                                                                               | Jakob Ingebrigtsen                                                                            | 12.07.2024 | Monaco        |
| 1 Meile                 | 3:43,73 min                                                                               | Jakob Ingebrigtsen                                                                            | 16.09.2023 | Eugene        |
| 2000 m                  | 4:43,13 min                                                                               | Jakob Ingebrigtsen                                                                            | 08.09.2023 | Brüssel       |
| 3000 m                  | 7:17,55 min                                                                               | Jakob Ingebrigtsen                                                                            | 17.09.2023 | Chorzów       |
| 5000 m                  | 12:48,45 min                                                                              | Jakob Ingebrigtsen                                                                            | 10.06.2021 | Florenz       |
| 10.000 m                | 26:46,57 min                                                                              | Mo Farah                                                                                      | 03.06.2011 | Eugene        |
| Stundenlauf             | 21.330 m                                                                                  | Mo Farah                                                                                      | 04.09.2020 | Brüssel       |
| 20.000 m                | 57:18,4 min (h)                                                                           | Dionísio Castro                                                                               | 31.03.1990 | La Flèche     |
| 20.000 m                | 56:20,02 min*                                                                             | Bashir Abdi                                                                                   | 04.09.2020 | Brüssel       |
| 25.000 m                | 1:13:57,6 h (h)                                                                           | Stéphane Franke                                                                               | 30.03.1999 | Walnut        |
| 25.000 m                | 1:12:46,5 h (h)*                                                                          | Sondre Nordstad Moen                                                                          | 11.06.2020 | Oslo          |
| 30.000 m                | 1:31:30,4 h (h)                                                                           | Jim Alder                                                                                     | 05.09.1970 | London        |
| 5-km-Straßenlauf        | 13:18 min                                                                                 | Jimmy Gressier                                                                                | 16.02.2020 | Monaco        |
| 10-km-Straßenlauf       | 27:13 min                                                                                 | Julien Wanders                                                                                | 12.01.2020 | Valencia      |
| 10-km-Straßenlauf       | 27:13 min*                                                                                | Dominic Lobalu                                                                                | 14.01.2024 | Valencia      |
| Halbmarathon            | 59:07 min                                                                                 | Mo Farah                                                                                      | 08.09.2019 | South Shields |
| Marathon                | 2:03:36 h                                                                                 | Bashir Abdi                                                                                   | 24.10.2021 | Rotterdam     |
| 100 km                  | 6:18:24 h                                                                                 | Mario Ardemagni                                                                               | 11.09.2004 | Winschoten    |
| 3000 m Hindernis        | 8:00,09 min                                                                               | Mahiedine Mekhissi                                                                            | 06.07.2013 | Saint-Denis   |
| 110 m Hürden            | 12,91 s (+0,5)                                                                            | Colin Jackson                                                                                 | 20.08.1993 | Stuttgart     |
| 400 m Hürden            | 45,94 s                                                                                   | Karsten Warholm                                                                               | 03.08.2021 | Tokio         |
| Hochsprung              | 2,42 m                                                                                    | Patrik Sjöberg                                                                                | 30.06.1987 | Stockholm     |
| Stabhochsprung          | 6,24 m                                                                                    | SWE Armand Duplantis                                                                          | 20.04.2024 | Xiamen        |
| Weitsprung              | 8,86 m (+1,9)                                                                             | Robert Emmijan                                                                                | 22.05.1987 | Zaghkadsor    |
| Dreisprung              | 18,29 m (+1,3)                                                                            | Jonathan Edwards                                                                              | 07.08.1995 | Göteborg      |
| Kugelstoßen             | 23,06 m                                                                                   | Ulf Timmermann                                                                                | 22.05.1988 | Chania        |
| Diskuswurf              | 74,35 m                                                                                   | Mykolas Alekna                                                                                | 14.04.2024 | Ramona        |
| Hammerwurf              | 86,74 m                                                                                   | Jurij Sjedych                                                                                 | 30.08.1986 | Stuttgart     |
| Speerwurf               | 98,48 m                                                                                   | Jan Železný                                                                                   | 25.05.1996 | Jena          |
| Zehnkampf               | 9126 Punkte                                                                               | Kevin Mayer                                                                                   | 16.09.2018 | Talence       |
| Zehnkampf               | 10,55 s (+0,3); 7,80 (+1,2); 16,00; 2,05; 48,42/13,75 (−1,1); 50,54; 5,45; 71,90; 4:36,11 |                                                                                               | 16.09.2018 | Talence       |
| 20.000-m-Bahngehen      | 1:18:35,2 h (h)                                                                           | Stefan Johansson                                                                              | 15.05.1992 | Bergen        |
| 50.000-m-Bahngehen      | 3:35:27,20 h                                                                              | Yohann Diniz                                                                                  | 12.03.2011 | Reims         |
| 20-km-Gehen (Straße)    | 1:17:02 h                                                                                 | Yohann Diniz                                                                                  | 08.03.2015 | Arles         |
| 50-km-Gehen (Straße)    | 3:32:33 h                                                                                 | Yohann Diniz                                                                                  | 15.08.2014 | Zürich        |
| 4 × 100 m               | 37,36 s                                                                                   | Vereinigtes Königreich (Adam Gemili, Zharnel Hughes, Richard Kilty, Nethaneel Mitchell-Blake) | 05.10.2019 | Doha          |
| 4 × 200 m               | 1:20,66 min                                                                               | Frankreich (Christophe Lemaitre, Yannick Fonsat, Ben Bassaw, Ken Romain)                      | 24.05.2014 | Nassau        |
| 4 × 400 m               | 2:56,60 min                                                                               | Vereinigtes Königreich (Iwan Thomas, Jamie Baulch, Mark Richardson, Roger Black)              | 03.08.1996 | Atlanta       |
| 4 × 400 m Mixed-Staffel | 3:17,05 min !                                                                             | Ukraine                                                                                       | 22.06.2018 | Minsk         |
| 4 × 400 m Mixed-Staffel | 3:12,27 min                                                                               | Vereinigtes Königreich                                                                        | 29.09.2019 | Doha          |
| 4 × 800 m               | 7:03,89 min                                                                               | Vereinigtes Königreich (Peter Elliott, Garry Cook, Steve Cram, Sebastian Coe)                 | 30.08.1982 | London        |
| 4 × 1500 m              | 14:38,8 min (h)                                                                           | BR Deutschland (Thomas Wessinghage, Harald Hudak, Michael Lederer, Karl Fleschen)             | 17.08.1977 | Köln          |
| Distanz-Mixed-Staffel   | 9:24,07 min !                                                                             | Polen                                                                                         | 03.05.2015 | Nassau        |
| Straßenstaffel (Ekiden) | 2:03,12 min !                                                                             | Russland                                                                                      | 23.11.1994 | Chiba         |
| Stand: 21. Juli 2024    |                                                                                           |                                                                                               |            |               |

### Frauen
| Disziplin                           | Leistung                                                                                 | Sportlerin                                                                 | Datum      | Ort               |
| ----------------------------------- | ---------------------------------------------------------------------------------------- | -------------------------------------------------------------------------- | ---------- | ----------------- |
| 100 m                               | 10,73 s (+2,0)                                                                           | Christine Arron                                                            | 19.08.1998 | Budapest          |
| 200 m                               | 21,63 s (+0,2)                                                                           | Dafne Schippers                                                            | 28 08.2015 | Peking            |
| 400 m                               | 47,60 s                                                                                  | Marita Koch                                                                | 06.10.1985 | Canberra          |
| 800 m                               | 1:53,28 min                                                                              | Jarmila Kratochvílová                                                      | 26.07.1983 | München           |
| 1000 m                              | 2:28,98 min                                                                              | Swetlana Masterkowa                                                        | 23.08.1996 | Brüssel           |
| 1500 m                              | 3:51,95 min                                                                              | Sifan Hassan                                                               | 05.10.2019 | Doha              |
| 1 Meile                             | 4:12,33 min                                                                              | Sifan Hassan                                                               | 12.07.2019 | Monaco            |
| 2000 m                              | 5:25,36 min                                                                              | Sonia O’Sullivan                                                           | 08.07.1994 | Edinburgh         |
| 3000 m                              | 8:18,49 min                                                                              | Sifan Hassan                                                               | 30.06.2019 | Stanford          |
| 5000 m                              | 14:22,12 min                                                                             | Sifan Hassan                                                               | 21.07.2019 | London            |
| 10.000 m                            | 29:36,67 min                                                                             | Sifan Hassan                                                               | 10.10.2020 | Hengelo           |
| Stundenlauf                         | 18.930 m                                                                                 | Sifan Hassan                                                               | 04.09.2020 | Brüssel           |
| 20.000 m                            | 1:06:55,5 h (h)                                                                          | Rosa Mota                                                                  | 14.05.1983 | Lissabon          |
| 25.000 m                            | 1:28:22,60 h                                                                             | Helena Javornik                                                            | 19.07.2006 | Maribor           |
| 30.000 m                            | 1:47:05,6 h (h)                                                                          | Karolina Szabó                                                             | 22.04.1988 | Budapest          |
| 5-km-Straßenlauf                    | 14:44 min                                                                                | Sifan Hassan                                                               | 17.02.2019 | Monaco            |
| 5-km-Straßenlauf                    | 14:41 min*                                                                               | Elizabeth Potter                                                           | 03.04.2021 | Barrowford        |
| 10-km-Straßenlauf                   | 30:05 min                                                                                | Lonah Chemtai Salpeter                                                     | 01.09.2019 | Tilburg           |
| Halbmarathon (gemischtes Rennen)    | 1:05:15 h                                                                                | Sifan Hassan                                                               | 16.09.2018 | Kopenhagen        |
| Halbmarathon (nur Frauen)           | 1:05:18 h                                                                                | Melat Yisak Kejeta                                                         | 17.10.2020 | Gdynia            |
| Marathon (gemischtes Rennen)        | 2:15:25 h                                                                                | Paula Radcliffe                                                            | 13.04.2003 | London            |
| 100 km                              | 7:04:03 h                                                                                | Floriane Hot                                                               | 27.08.2022 | Bernau            |
| 2000 m Hindernis                    | 5:52,80 min                                                                              | Gesa Felicitas Krause                                                      | 01.09.2019 | Berlin            |
| 3000 m Hindernis                    | 8:58,81 min                                                                              | Gulnara Galkina                                                            | 17.08.2008 | Peking            |
| 100 m Hürden                        | 12,21 s (+0,7)                                                                           | Jordanka Donkowa                                                           | 20.08.1988 | Stara Sagora      |
| 400 m Hürden                        | 50,95 s                                                                                  | Femke Bol                                                                  | 14.07.2024 | La Chaux-de-Fonds |
| Hochsprung                          | 2,09 m                                                                                   | Stefka Kostadinowa                                                         | 30.08.1987 | Rom               |
| Stabhochsprung                      | 5,06 m                                                                                   | Jelena Issinbajewa                                                         | 28.08.2009 | Zürich            |
| Weitsprung                          | 7,52 m (+1,4)                                                                            | Galina Tschistjakowa                                                       | 11.06.1988 | Leningrad         |
| Weitsprung                          | 7,63 m (+2,1)*                                                                           | Heike Drechsler                                                            | 21.07.1992 | Sestriere         |
| Dreisprung                          | 15,50 m (+0,9)                                                                           | Inessa Krawez                                                              | 10.08.1995 | Göteborg          |
| Kugelstoßen                         | 22,63 m                                                                                  | Natalja Lissowskaja                                                        | 07.06.1987 | Moskau            |
| Diskuswurf                          | 76,80 m                                                                                  | Gabriele Reinsch                                                           | 09.07.1988 | Neubrandenburg    |
| Hammerwurf                          | 82,98 m                                                                                  | Anita Włodarczyk                                                           | 28.08.2016 | Warschau          |
| Speerwurf                           | 72,28 m                                                                                  | Barbora Špotáková                                                          | 13.09.2008 | Stuttgart         |
| Siebenkampf                         | 7032 Punkte                                                                              | Carolina Klüft                                                             | 26.08.2007 | Osaka             |
| Siebenkampf                         | 13,15 (+0,1); 1,95; 14,81; 23,38(+0,3)/6,85 (+1.0); 47,98; 2:12,56                       |                                                                            | 26.08.2007 | Osaka             |
| Zehnkampf                           | 8358 Punkte                                                                              | Austra Skujytė                                                             | 15.04.2005 | Columbia          |
| Zehnkampf                           | 12,49 s (+1,6); 6,12 (1,6); 16,42; 1,78; 57,19/14,22 (+2,4); 46,19; 3,10; 48,78; 5:15,86 |                                                                            | 15.04.2005 | Columbia          |
| 10.000-m-Bahngehen                  | 41:56,23 min                                                                             | Nadeschda Rjaschkina                                                       | 24.07.1990 | Seattle           |
| 20.000-m-Bahngehen                  | 1:26:52,3h (h)                                                                           | Olimpiada Iwanowa                                                          | 06.09.2001 | Brisbane          |
| 20-km-Gehen (Straße)                | 1:25:02 h                                                                                | Jelena Laschmanowa                                                         | 11.08.2012 | London            |
| 50-km-Gehen (Straße)                | 4:04:50 h                                                                                | Eleonora Giorgi                                                            | 19.05.2019 | Alytus            |
| 50-km-Gehen (Straße)                | 3:50:42 h*                                                                               | Jelena Laschmanowa                                                         | 05.09.2020 | Woranawa          |
| 4 × 100 m                           | 41,37 s                                                                                  | DDR (Silke Gladisch, Sabine Günther, Ingrid Auerswald, Marlies Göhr)       | 06.10.1985 | Canberra          |
| 4 × 200 m                           | 1:28,15 min                                                                              | DDR (Marlies Göhr, Romy Müller, Bärbel Wöckel, Marita Koch)                | 09.08.1980 | Jena              |
| 4 × 400 m                           | 3:15,17 min                                                                              | (Tazzjana Ljadouskaja, Olga Nasarowa, Marija Pinigina, Olha Bryshina)      | 01.10.1988 | Seoul             |
| 4 × 800 m                           | 7:50,17 min                                                                              | (Nadija Olisarenko, Ljubow Gurina, Ljudmila Borisowa, Irina Podjalowskaja) | 05.08.1984 | Moskau            |
| 4 × 1500 m                          | 17:51,48 min !                                                                           | (Claudia Bobocea, Florina Pierdevară, Anca Maria Bunea, Lenuta Simiuc)     | 24.05.2014 | Nassau            |
| Distanz-Staffel (gemischtes Rennen) | 10:45,32 min !                                                                           | Polen                                                                      | 02.05.2015 | Nassau            |
| Stand: 9. April 2021                |                                                                                          |                                                                            |            |                   |

## Halle

### Männer
| Disziplin            | Leistung                                     | Sportler                                                                                         | Datum      | Ort                |
| -------------------- | -------------------------------------------- | ------------------------------------------------------------------------------------------------ | ---------- | ------------------ |
| 50 m                 | 5,61 s                                       | Manfred Kokot                                                                                    | 04.02.1973 | Berlin             |
| 60 m                 | 6,42 s                                       | Dwain Chambers                                                                                   | 07.03.2009 | Torino             |
| 200 m                | 20,25 s                                      | Linford Christie                                                                                 | 19.02.1995 | Liévin             |
| 400 m                | 45,05 s                                      | Thomas Schönlebe                                                                                 | 05.02.1988 | Sindelfingen       |
| 400 m                | 45,05 s                                      | Karsten Warholm                                                                                  | 02.03.2019 | Glasgow            |
| 800 m                | 1:42,67 min                                  | Wilson Kipketer                                                                                  | 09.03.1997 | Paris              |
| 1000 m               | 2:14,96 min                                  | Wilson Kipketer                                                                                  | 20.02.2000 | Birmingham         |
| 1500 m               | 3:31,80 min                                  | Jakob Ingebrigtsen                                                                               | 09.02.2021 | Liévin             |
| 1 Meile              | 3:49,78 min                                  | Eamonn Coghlan                                                                                   | 27.02.1983 | East Rutherford NJ |
| 3000 m               | 7:32,41 min                                  | Sergio Sánchez                                                                                   | 13.02.2010 | Valencia           |
| 5000 m               | 13:08,87 min                                 | Marc Scott                                                                                       | 28.02.2020 | Boston MA          |
| 50 m Hürden          | 6,36 s                                       | Ladji Doucouré                                                                                   | 26.02.2005 | Liévin             |
| 60 m Hürden          | 7,30 s                                       | Colin Jackson                                                                                    | 06.03.1994 | Sindelfingen       |
| Hochsprung           | 2,42 m                                       | Carlo Thränhardt                                                                                 | 26.02.1988 | Berlin             |
| Stabhochsprung       | 6,18 m                                       | Armand Duplantis                                                                                 | 15.02.2020 | Glasgow            |
| Weitsprung           | 8,71 m                                       | Sebastian Bayer                                                                                  | 08.03.2009 | Torino             |
| Dreisprung           | 17,92 m                                      | Teddy Tamgho                                                                                     | 06.03.2011 | Paris              |
| Kugelstoßen          | 22,55 m                                      | Ulf Timmermann                                                                                   | 11.02.1989 | Senftenberg        |
| Siebenkampf          | 6479 Punkte                                  | Kevin Mayer                                                                                      | 05.03.2017 | Belgrad            |
| Siebenkampf          | 6,95; 7,54; 15,66; 2,10; 7,88; 5,40; 2:41,08 |                                                                                                  | 05.03.2017 | Belgrad            |
| 5000 m Bahngehen     | 18:07,08 min                                 | Michail Anatoljewitsch Schtschennikow                                                            | 14.02.1995 | Moskau             |
| 4 × 200 m            | 1:22,11 min                                  | Vereinigtes Königreich (Linford Christie, Darren Braithwaite, Ade Mafe, John Regis)              | 03.03.1991 | Glasgow            |
| 4 × 400 m            | 3:01,77 min                                  | Polen (Karol Zalewski, Rafał Omelko, Łukasz Krawczuk, Jakub Krzewina)                            | 04.03.2018 | Birmingham         |
| 4 × 800 m            | 7:17,8a min                                  | Sowjetunion (Walentin Taratynow, Stanislaw Meschtscherskich, Alexei Taranow, Wiktor Semjaschkin) | 14.03.1971 | Sofia              |
| Stand: 9. April 2021 |                                              |                                                                                                  |            |                    |

### Frauen
| Disziplin            | Leistung                         | Sportlerin                                                                                  | Datum      | Ort                |
| -------------------- | -------------------------------- | ------------------------------------------------------------------------------------------- | ---------- | ------------------ |
| 50 m                 | 5,96 s                           | Irina Priwalowa                                                                             | 09.02.1995 | Madrid             |
| 60 m                 | 6,92 s                           | Irina Priwalowa                                                                             | 11.02.1993 | Madrid             |
| 60 m                 | 6,92 s                           | Irina Priwalowa                                                                             | 09.02.1995 | Madrid             |
| 200 m                | 22,10 s                          | Irina Priwalowa                                                                             | 19.02.1995 | Liévin             |
| 400 m                | 49,59 s                          | Jarmila Kratochvílová                                                                       | 07.03.1982 | Milano             |
| 800 m                | 1:55,82 min                      | Jolanda Čeplak                                                                              | 03.03.2002 | Wien               |
| 1000 m               | 2:31,93 min                      | Laura Muir                                                                                  | 18.02.2017 | Birmingham         |
| 1500 m               | 3:57,91 min                      | Abeba Aregawi                                                                               | 06.02.2014 | Stockholm/G        |
| 1 Meile              | 4:17,14 min                      | Doina Melinte                                                                               | 09.02.1990 | East Rutherford NJ |
| 3000 m               | 8:26,41 min                      | Laura Muir                                                                                  | 04.02.2017 | Karlsruhe          |
| 5000 m               | 14:30,79 min                     | Konstanze Klosterhalfen                                                                     | 27.02.2020 | Boston MA          |
| 50 m Hürden          | 6,58 s                           | Cornelia Oschkenat                                                                          | 20.02.1988 | Berlin             |
| 60 m Hürden          | 7,68 s                           | Susanna Kallur                                                                              | 10.02.2008 | Karlsruhe          |
| Hochsprung           | 2,08 m                           | Kajsa Bergqvist                                                                             | 04.02.2006 | Arnstadt           |
| Stabhochsprung       | 5,01 m                           | Jelena Issinbajewa                                                                          | 23.02.2012 | Stockholm/G        |
| Weitsprung           | 7,37 m                           | Heike Drechsler                                                                             | 13.02.1988 | Wien               |
| Dreisprung           | 15,36 m                          | Tatjana Lebedewa                                                                            | 06.03.2004 | Budapest           |
| Kugelstoßen          | 22,50 m                          | Helena Fibingerová                                                                          | 19.02.1977 | Jablonec           |
| Fünfkampf            | 5013 Punkte                      | Natalija Dobrynska                                                                          | 09.03.2012 | Istanbul           |
| Fünfkampf            | 8,38; 1,84; 16,51; 6,57; 2:11,15 |                                                                                             | 09.03.2012 | Istanbul           |
| 3000 m Bahngehen     | 11:40,33 min                     | Claudia Ştef                                                                                | 30.01.1999 | Bucureşti          |
| 4 × 200 m            | 1:32,41 min                      | Russland (Jekaterina Kondratjewa, Irina Chabarowa, Julija Petschonkina, Olesja Krasnomowez) | 29.01.2005 | Glasgow            |
| 4 × 400 m            | 3:23,37 min                      | Russland (Julija Guschtschina, Olga Kotljarowa, Olga Saizewa, Olesja Krasnomowez)           | 28.01.2006 | Glasgow            |
| 4 × 800 m            | 8:06,24 min                      | Russland (Aleksandra Bulanowa, Jekaterina Martynowa, Jelena Kofanowa, Anna Balakshina)      | 18.02.2011 | Moskau             |
| Stand: 9. April 2021 |                                  |                                                                                             |            |                    |